# Wellmania
Wellmania är en kommande australisk komediserie från 2023 som hade premiär på strömningstjänsten Netflix den 29 mars 2023. Serien är skapad av Brigid Delaney och Benjamin Law. För regin har Helena Brooks och Erin White svarat. Första säsongen består av åtta avsnitt. Serien är baserad på Delaneys roman med samma namn.

## Handling
Serien handlar om Liv Healy, som är en framgångsrik matskribent. När hon drabbas av problem med sin hälsa måste hon göra förändringar kring sin livsstil och leva ett sundare liv.

## Roller i urval
| Celeste Barber   | – Liv Healy      |
| JJ Fong          | – Amy Kwan       |
| Genevieve Mooy   | – Lorraine Healy |
| Lachlan Buchanan | – Gaz Healy      |
| Remy Hii         | – Dalbert Tan    |
| Miranda Otto     |                  |